# Liste der Fußball-Pflichtspiele zwischen Hertha BSC und Union Berlin
Bei der Liste der Fußball-Pflichtspielen zwischen Hertha BSC und Union Berlin handelt es sich um eine Auflistung aller Partien zwischen den Berliner Fußballvereinen Hertha BSC und dem 1. FC Union Berlin in offiziellen Wettbewerben. Es ist nach dem Duellen von Hertha BSC gegen Tennis Borussia Berlin in den Spielzeiten 1974/75 und 1976/77 das zweite Berliner Stadtderby in der Bundesliga.

## Beschreibung
In den Medien wird die Partie in der Gegenwart als Berliner Stadtderby oder Berliner Derby bezeichnet. Auch sind die Begriffe Hauptstadtderby und Berlin-Derby gebräuchlich. Union Berlin trägt seine Heimspiele im Stadion An der Alten Försterei im Stadtteil Köpenick aus, die Heimstätte von Hertha BSC ist das Olympiastadion im Westend. Beide Stadien trennt eine Entfernung von rund 23 Kilometer Luftlinie.

## Hintergrund und Geschichte

### Hintergrund

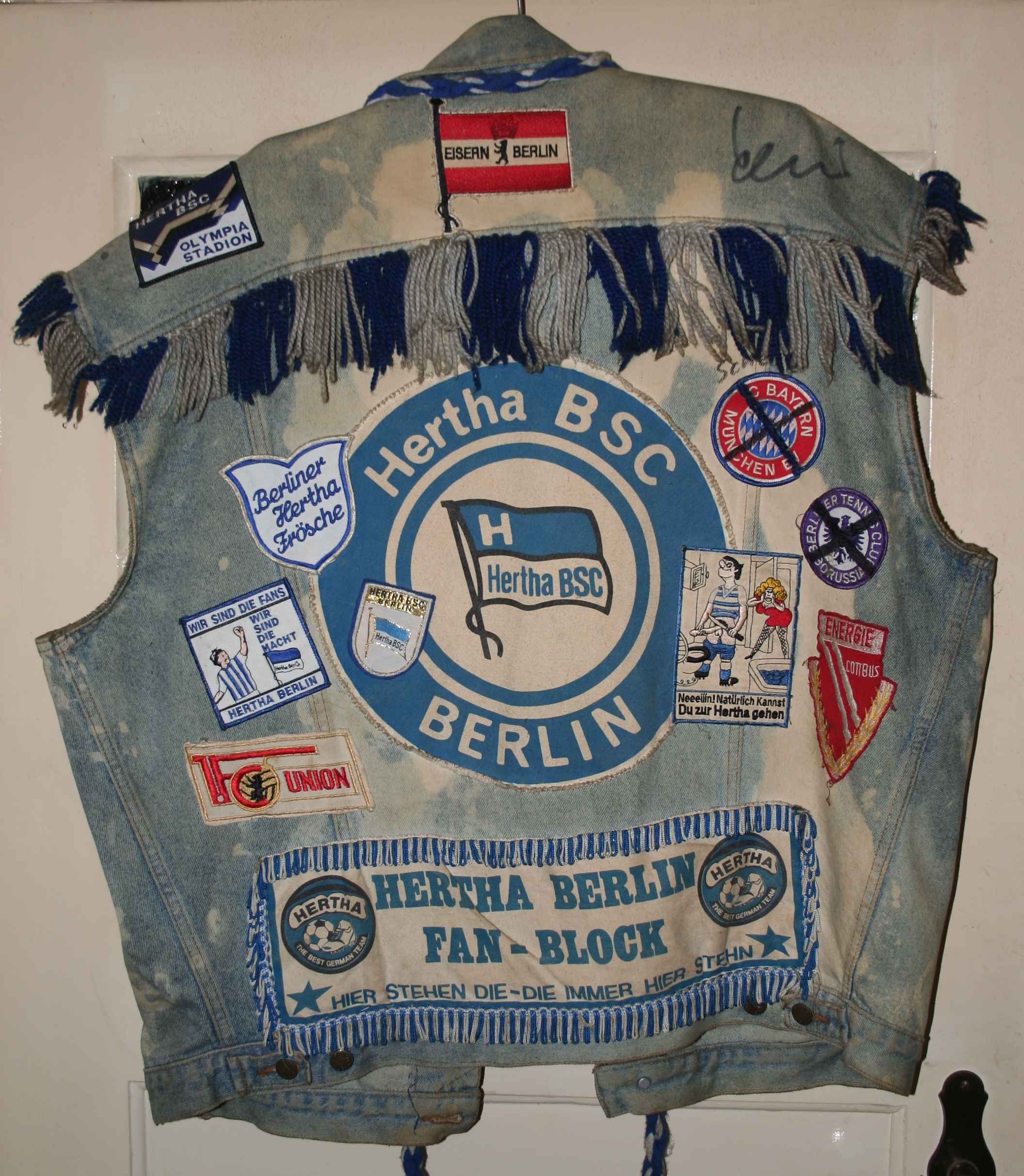
Kutte eines Hertha-Fans mit Aufnähern auch von Union (2007)

In der Bundesliga sowie in der zweiten Bundesliga waren zu Zeiten der deutschen Teilung Duelle zwischen Berliner Vereinen keine Seltenheit, so gab es zwischen 1977 und 1990 Saisons in beiden Ligen, in denen Hertha BSC, Blau-Weiß 90 Berlin, Tennis Borussia Berlin und/oder der SC Charlottenburg gemeinsam in einer Spielklasse vertreten waren. In der ehemaligen DDR lieferte sich Union Duelle in der DDR-Oberliga mit dem BFC Dynamo, der als Stasi-Klub galt, siehe Ostberliner Stadtderby sowie mit dem Armeeclub FC Vorwärts Berlin. In dieser Zeit entstand eine Fanfreundschaft zwischen den Anhängern der Eisernen von Union Berlin sowie der Alten Dame von Hertha. Besuche von Hertha-Fans im Stadion An der Alten Försterei waren keine Seltenheit, während im Gegenzug im März 1979 Anhänger von Union das Viertelfinalrückspiel im UEFA-Pokal gegen den FK Dukla Prag in Prag besuchten und die Hertha anfeuerten, auch gab es Fanartikel mit dem Ruf „Hertha und Union – Eine Nation“.
Nach der deutschen Wiedervereinigung entwickelte sich zunächst Hertha BSC in Gesamtberlin zum führenden Berliner Fußballverein; in der Saison 1991/92 – die erste Saison in einem gesamtdeutschen Spielbetrieb – stieg Blau-Weiß 90 Berlin aus der 2. Bundesliga ab, während Hertha die Spielzeit auf dem dritten Platz beendete und fünf Jahre später in die Bundesliga aufstieg. In den 2000er-Jahren stieg der 1. FC Union Berlin zum größten Konkurrenten der Alten Dame auf, wobei sie weder in der Liga noch im DFB-Pokal gegeneinander gespielt haben. Das erste Pflichtspiel gab es in der Saison 2010/11 in der 2. Bundesliga, in der Spielzeit 2019/20 gab es dieses Spiel dann erstmals in der Bundesliga. In der Folge verschoben sich dann die Verhältnisse zugunsten des 1. FC Union Berlin. Mit dem Abstieg Herthas in die 2. Bundesliga vertritt seit der Saison 2023/24 einzig Union den Berliner Fußball in der Bundesliga.

### Geschichte
Im Januar 1990 trafen Hertha und Union erstmals in freundschaftlichen Begegnungen aufeinander. Zunächst bei einem Hallenturnier Berliner Traditionsmannschaften in der Werner-Seelenbinder-Halle, am 27. Januar dann unter freiem Himmel im Olympiastadion. Hertha siegte vor über 50.000 einander freundschaftlich verbundenen Zuschauern mit 2:1.
Das erste Aufeinandertreffen zwischen beiden Vereinen in einem Pflichtspiel folgte in der Zweitligasaison 2010/11. Gegenseitige Beschimpfungen vor diesen Spielen belegten, dass die Fanfreundschaft erloschen war. Das Hinspiel am 17. September 2010 im Stadion An der Alten Försterei endete mit einer Punkteteilung zwischen dem Gastgeber Union, der als Außenseiter in die Partie ging, sowie dem favorisierten Bundesliga-Absteiger Hertha BSC, das Rückspiel im Olympiastadion endete hingegen mit einem 2:1-Sieg der Eisernen aus Köpenick. Zum Ende der Saison 2010/11 stieg die Hertha wieder in die Bundesliga auf, doch 2012 folgte der direkte Wiederabstieg, so dass erneut zwei Partien zwischen dem Verein aus dem Berliner Westend und dem Klub aus Köpenick stattfanden. Im Hinspiel am 3. September 2012, erneut im Stadion An der Alten Försterei, gewann Hertha BSC mit 2:1 und holte sich somit den ersten Pflichtspielsieg gegen die Unioner. Christopher Quiring, damals ein Spieler von Union, ließ sich damals gegenüber Sport1 zur folgenden Aussage hinreißen: „Die jubeln in unserem Stadion. Das kotzt mich an! Das muss man erst mal verdauen. Mein Tor ist mir scheißegal. Wenn die Wessis in unserem Stadion jubeln, krieg ich das Kotzen“. Das Rückspiel im Berliner Olympiastadion am 11. Februar 2013 endete mit einer Punkteteilung (2:2 nach einer 2:0-Führung für Union).
Zum Saisonende stieg Hertha BSC erneut in die Bundesliga auf und konnte sich dort wieder etablieren, der FC Union stieg hingegen 2019 zum ersten Mal in seiner Vereinsgeschichte ins deutsche Oberhaus auf, womit auch erstmals seit der deutschen Wiedervereinigung ein Gesamtberliner Derby in der höchsten deutschen Spielklasse stattfand. Das Hinspiel am 2. November 2019 gewann der 1. FC Union zuhause durch ein Elfmetertor von Sebastian Polter in der 87. Minute mit 1:0, das Rückspiel im Olympiastadion entschied Hertha BSC mit 4:0 für sich. Beide Clubs hielten zum Ende der Saison die Klasse und die Herthaner standen dabei – aufgrund der besseren Tordifferenz – vor den Eisernen. In den folgenden beiden Spielzeiten war es dem 1. FC Union Berlin aber gelungen, in der Abschlusstabelle jeweils vor Hertha BSC zu stehen und zudem sich für einen europäischen Wettbewerb – 2021 für die damals neu gegründete UEFA Europa Conference League und 2022 für die UEFA Europa League – zu qualifizieren; in der Saison 2021/22 gewannen die Unioner sowohl beide Aufeinandertreffen in der Liga (2:0/4:1) als auch das Spiel im Achtelfinale des DFB-Pokals (3:2). Zum Ende der Saison 2022/23 stieg Hertha BSC schließlich aus der Bundesliga ab, während Union Berlin sich für die UEFA Champions League qualifizierte.

## Liste der Pflichtspiele zwischen den ersten Herrenmannschaften
Aufgeführt sind alle Pflichtspiele zwischen den ersten Herrenmannschaften. Bei „Heim“ und „Gast“ ist bei einem Ligaspiel der Tabellenplatz vor dem Spieltag, bei einem Pokalspiel die Ligazugehörigkeit angegeben.
| Nr. | Datum | Wettbewerb | Heim | Gast | Ergebnis | Sieger | Zuschauer | Spielort | Quelle |
| Nach der Wiedervereinigung am 3. Oktober 1990 gab es ab der Saison 1991/92 einen gesamtdeutschen Spielbetrieb. Hertha stieg 2010 in die 2. Bundesliga ab, in der Union seit 2009 spielte.                         | Nach der Wiedervereinigung am 3. Oktober 1990 gab es ab der Saison 1991/92 einen gesamtdeutschen Spielbetrieb. Hertha stieg 2010 in die 2. Bundesliga ab, in der Union seit 2009 spielte. | Nach der Wiedervereinigung am 3. Oktober 1990 gab es ab der Saison 1991/92 einen gesamtdeutschen Spielbetrieb. Hertha stieg 2010 in die 2. Bundesliga ab, in der Union seit 2009 spielte. | Nach der Wiedervereinigung am 3. Oktober 1990 gab es ab der Saison 1991/92 einen gesamtdeutschen Spielbetrieb. Hertha stieg 2010 in die 2. Bundesliga ab, in der Union seit 2009 spielte. | Nach der Wiedervereinigung am 3. Oktober 1990 gab es ab der Saison 1991/92 einen gesamtdeutschen Spielbetrieb. Hertha stieg 2010 in die 2. Bundesliga ab, in der Union seit 2009 spielte. | Nach der Wiedervereinigung am 3. Oktober 1990 gab es ab der Saison 1991/92 einen gesamtdeutschen Spielbetrieb. Hertha stieg 2010 in die 2. Bundesliga ab, in der Union seit 2009 spielte. | Nach der Wiedervereinigung am 3. Oktober 1990 gab es ab der Saison 1991/92 einen gesamtdeutschen Spielbetrieb. Hertha stieg 2010 in die 2. Bundesliga ab, in der Union seit 2009 spielte. | Nach der Wiedervereinigung am 3. Oktober 1990 gab es ab der Saison 1991/92 einen gesamtdeutschen Spielbetrieb. Hertha stieg 2010 in die 2. Bundesliga ab, in der Union seit 2009 spielte. | Nach der Wiedervereinigung am 3. Oktober 1990 gab es ab der Saison 1991/92 einen gesamtdeutschen Spielbetrieb. Hertha stieg 2010 in die 2. Bundesliga ab, in der Union seit 2009 spielte. | Nach der Wiedervereinigung am 3. Oktober 1990 gab es ab der Saison 1991/92 einen gesamtdeutschen Spielbetrieb. Hertha stieg 2010 in die 2. Bundesliga ab, in der Union seit 2009 spielte. |
| --- | --- | --- | --- | --- | --- | --- | --- | --- | --- |
| 1 | 17. Sep. 2010 | 2. Bundesliga 2010/11 – 4. Spieltag | Union (15.) | Hertha (3.) | 1:1 (0:1) | | 18.430 | Stadion An der Alten Försterei | [ 9 ] |
| Tore: 0:1 Peter Niemeyer (2.), Santi Kolk (82.); Cheftrainer: Uwe Neuhaus (Union), Markus Babbel (Hertha) | | | | | | | | | [ 9 ] |
| 2 | 5. Feb. 2011 | 2. Bundesliga 2010/11 – 21. Spieltag | Hertha (1.) | Union (13.) | 1:2 (1:1) | | 74.244 | Olympiastadion | [ 10 ] |
| Tore: 1:0 Roman Hubník (13.), 1:1 John Jairo Mosquera (37.), 1:2 Torsten Mattuschka (71.); Cheftrainer: Markus Babbel (Hertha), Uwe Neuhaus (Union)                                                               | | | | | | | | | [ 10 ] |
| Hertha stieg 2011 in die Bundesliga auf und 2012 wieder ab | | | | | | | | | |
| 3 | 3. Sep. 2012 | 2. Bundesliga 2012/13 – 4. Spieltag | Union (16.) | Hertha (10.) | 1:2 (0:1) | | 16.750 | Stadion An der Alten Försterei | [ 11 ] |
| Tore: 0:1 Sandro Wagner (30.), 1:1 Christopher Quiring (69.), 1:2 Ronny (73.); Cheftrainer: Uwe Neuhaus (Union), Jos Luhukay (Hertha)                                                                             | | | | | | | | | [ 11 ] |
| 4 | 11. Feb. 2013 | 2. Bundesliga 2012/13 – 21. Spieltag | Hertha (2.) | Union (4.) | 2:2 (0:1) | | 74.244 | Olympiastadion | [ 12 ] |
| Tore: 0:1 Simon Terodde (9.), 0:2 Adam Nemec (49.), 1:2 Adrián Ramos (73.), 2:2 Ronny (86.); Cheftrainer: Jos Luhukay (Hertha), Uwe Neuhaus (Union)                                                               | | | | | | | | | [ 12 ] |
| Hertha stieg 2013 in die Bundesliga auf, Union folgte 2019 | | | | | | | | | |
| 5 | 2. Nov. 2019 | Bundesliga 2019/20 – 10. Spieltag | Union (15.) | Hertha (11.) | 1:0 (0:0) | (2) | 22.012 | Stadion An der Alten Försterei | [ 13 ] |
| Tore: 1:0 Sebastian Polter (87., Elfmeter); Cheftrainer: Urs Fischer (Union), Ante Čović (Hertha) | | | | | | | | | [ 13 ] |
| 6 | 22. Mai 2020 | Bundesliga 2019/20 – 27. Spieltag | Hertha (12.) | Union (13.) | 4:0 (0:0) | (2) | 00000 | Olympiastadion | [ 15 ] |
| Tore: 1:0 Vedad Ibišević (51.), 2:0 Dodi Lukébakio (52.), 3:0 Matheus Cunha (61.), 4:0 Dedryck Boyata (77.); Cheftrainer: Bruno Labbadia (Hertha), Urs Fischer (Union)                                            | | | | | | | | | [ 15 ] |
| 7 | 4. Dez. 2020 | Bundesliga 2020/21 – 10. Spieltag | Hertha (13.) | Union (6.) | 3:1 (0:1) | (3) | 00000 | Olympiastadion | [ 16 ] |
| Tore: 0:1 Taiwo Awoniyi (20)., 1:1 Peter Pekarík (51.), 2:1, 3:1 Krzysztof Piątek (74., 77.); Cheftrainer: Bruno Labbadia (Hertha), Urs Fischer (Union)                                                           | | | | | | | | | [ 16 ] |
| 8 | 4. Apr. 2021 | Bundesliga 2020/21 – 27. Spieltag | Union (7.) | Hertha (14.) | 1:1 (1:1) | | 00000 | Stadion An der Alten Försterei | [ 17 ] |
| Tore: 1:0 Robert Andrich (10.), 1:1 Dodi Lukébakio (35., Elfmeter); Cheftrainer: Urs Fischer (Union), Pál Dárdai (Hertha)                                                                                         | | | | | | | | | [ 17 ] |
| 9 | 20. Nov. 2021 | Bundesliga 2021/22 – 12. Spieltag | Union (8.) | Hertha (13.) | 2:0 (2:0) | (3) | 22.012 | Stadion An der Alten Försterei | [ 18 ] |
| Tore: 1:0 Taiwo Awoniyi (8.), 2:0 Christopher Trimmel (30.); Cheftrainer: Urs Fischer (Union), Pál Dárdai (Hertha)                                                                                                | | | | | | | | | [ 18 ] |
| 10 | 19. Jan. 2022 | DFB-Pokal 2021/22 – Achtelfinale | Hertha (I) | Union (I) | 2:3 (0:1) | (4) | 03.000 | Olympiastadion | [ 19 ] |
| Tore: 0:1 Andreas Voglsammer (11.), 0:2 Niklas Stark (50., Eigentor), 1:2 Rani Khedira (54., Eigentor), 1:3 Robin Knoche (55.), 2:3 Suat Serdar (90.+5); Cheftrainer: Tayfun Korkut (Hertha), Urs Fischer (Union) | | | | | | | | | [ 19 ] |
| 11 | 9. Apr. 2022 | Bundesliga 2021/22 – 29. Spieltag | Hertha (17.) | Union (7.) | 1:4 (0:1) | (5) | 74.667 | Olympiastadion | [ 20 ] |
| Tore: 0:1 Genki Haraguchi (31.), 1:1 Timo Baumgartl (49., Eigentor), 1:2 Grischa Prömel (53.), 1:3 Sheraldo Becker (74.), Sven Michel (85.); Cheftrainer: Felix Magath (Hertha), Urs Fischer (Union)              | | | | | | | | | [ 20 ] |
| 12 | 6. Aug. 2022 | Bundesliga 2022/23 – 1. Spieltag | Union | Hertha | 3:1 (1:0) | (6) | 22.012 | Stadion An der Alten Försterei | [ 21 ] |
| Tore: 1:0 Jordan Siebatcheu (32.), 2:0 Sheraldo Becker (50.), 3:0 Robin Knoche (54.), 3:1 Dodi Lukébakio (85.); Cheftrainer: Urs Fischer (Union), Sandro Schwarz (Hertha)                                         | | | | | | | | | [ 21 ] |
| 13 | 28. Jan. 2023 | Bundesliga 2022/23 – 18. Spieltag | Hertha (17.) | Union (2.) | 0:2 (0:1) | (7) | 74.667 | Olympiastadion | [ 22 ] |
| Tore: 0:1 Danilho Doekhi (44.), 0:2 Paul Seguin (50.); Cheftrainer: Sandro Schwarz (Hertha), Urs Fischer (Union)                                                                                                  | | | | | | | | | [ 22 ] |
| Hertha stieg 2023 aus der Bundesliga ab | | | | | | | | | |

## Bilanz
| Wettbewerb                      | Spiele | Siege Hertha | Remis | Siege Union | Tore Hertha | Tore Union |
| ------------------------------- | ------ | ------------ | ----- | ----------- | ----------- | ---------- |
| 2. Bundesliga (2010/11–2012/13) | 04     | 1            | 2     | 1           | 06          | 06         |
| Bundesliga (seit 2019/20)       | 08     | 2            | 1     | 5           | 10          | 14         |
| DFB-Pokal (seit 2021/22)        | 01     | 0            | –     | 1           | 02          | 03         |
| Gesamt                          | 13     | 3            | 3     | 7           | 18          | 23         |

Stand: nach dem 13. Stadtderby

## Personen, die für beide Vereine aktiv waren

### Spieler
| Name               | Position   | Hertha BSC | Union Berlin   |
| ------------------ | ---------- | ---------- | -------------- |
| Robert Andrich     | Mittelfeld | 2012       | 2019–2021      |
| René Deffke        | Sturm      | 1994       | 1988–1989 1995 |
| Chinedu Ede        | Mittelfeld | 2006–2008  | 2010–2012      |
| Christian Fährmann | Mittelfeld | 1993–1998  | 2000–2002      |
| Genki Haraguchi    | Mittelfeld | 2014–2018  | 2021–2023      |
| Harun Isa          | Sturm      | 1994–1995  | 2000–2002      |
| Julius Kade        | Mittelfeld | 2016–2019  | 2019–2020 2021 |
| Gerald Klews       | Mittelfeld | 1992–1995  | 1995–1997      |
| Benjamin Köhler    | Mittelfeld | 2000–2003  | 2013–2017      |
| Toni Leistner      | Abwehr     | 2023–      | 2014–2018      |
| Sven Meyer         | Abwehr     | 1992–1996  | 1996–1997      |
| Marcel Rath        | Sturm      | 1995–1997  | 2005           |
| Marko Rehmer       | Abwehr     | 1999–2005  | 1990–1996      |
| Alexander Schwolow | Tor        | 2020–2023  | 2023–          |
| Marco Sejna        | Tor        | 1990–1995  | 2004–2005      |
| Lucas Tousart      | Mittelfeld | 2020–2023  | 2023–          |
| René Unglaube      | Sturm      | 1989–1991  | 1985–1988      |
| Sixten Veit        | Mittelfeld | 1995–2001  | 2002–2003      |
| Martin Zimmer      | Mittelfeld | 1988–1992  | 1993–1994      |
| Andreas Zimmermann | Abwehr     | 1992–1995  | 1995–1996      |

### Trainer
| Name          | Hertha BSC               | Union Berlin |
| ------------- | ------------------------ | ------------ |
| Karsten Heine | 1991 1994–1995 2007 2009 | 1996–1997    |
| Hans Meyer    | 2004                     | 1995         |